# René Maheu
René Maheu (1905-1975)  foi um professor de filosofia francesa e Diretor Geral da UNESCO entre 1961 e 1974.
Foi agregado cultural em Londres entre 1936-1939. Após exercer a docencia em Marrocos entre 1940-1942, passou a ocupar um posto de gestão na agência de imprensa francesa para África em Argel.
Em 1946 ingressou na UNESCO como chefe da divisão de Livre "Fluxo de Informação". Em 1949 Jaime Torres Bodet nomeou-o director do seu executivo. Em 1954 foi nomeado Director Geral assistente e representante da UNESCO na sede central da ONU de 1955 a 1958.
Em 1959 é nomeado Subdirector Geral e em 1961 passa a ser Director Geral, cargo que ocupou durante dois mandatos até 1974.